# Carnien
| Systeem | Serie     | Etage         | Ouderdom (Ma) | Lithostratigrafie |
| --- | --------- | ------------- | ------------- | ----------------- |
| Jura | Onder     | Hettangien    | jonger        | Lias              |
| Trias | Boven     | Rhaetien      | 201,3–208,5   | Lias              |
| Trias | Boven     | Rhaetien      | 201,3–208,5   | Keuper            |
| Trias | Boven     | Norien        | 208,5–228     |                   |
| Trias | Boven     | Carnien       | 228–235       |                   |
| Trias | Midden    | Ladinien      | 235–242       |                   |
| Trias | Midden    | Ladinien      | 235–242       | Muschelkalk       |
| Trias | Midden    | Anisien       | 242–247,2     |                   |
| Trias | Midden    | Anisien       | 242–247,2     | Buntsandstein     |
| Trias | Onder     | Olenekien     | 247,2–251,2   |                   |
| Trias | Onder     | Indien        | 251,2–252,2   |                   |
| Perm | Lopingien | Changhsingien | ouder         |                   |
| Perm | Lopingien | Changhsingien | ouder         | Zechstein         |
| Indeling van het Trias volgens de ICS en NW-Europese lithostratigrafische namen. Cursieve ouderdommen zijn slechts indicaties. |           |               |               |                   |

Het geologisch tijdperk Carnien (Vlaanderen: Carniaan) is de vroegste tijdsnede in het Laat-Trias (of de onderste etage in het Boven-Trias), het duurde van ongeveer 235 tot ongeveer 228 Ma. Het komt na/op het Ladinien en na het Carnien komt het Norien.

## Naamgeving en definitie
De naam Carnien is afgeleid van de Karnische Alpen in de Oostenrijkse deelstaat Karinthië, waar ook de oorspronkelijke typelocatie ligt. Een golden spike was voor het Carnien in 2007 nog niet vastgelegd. Een kandidaat is een ontsluiting bij Badia in Zuid-Tirol.

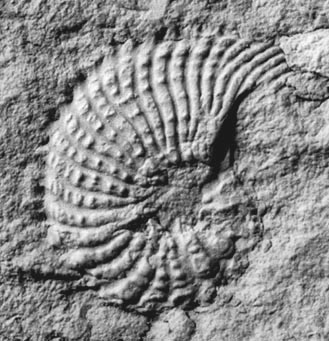
Brotheotrachyceras brotheus, een ammonietsoort die geldt als indexfossiel voor het Carnien. Vindplaats: Raibl-formatie, Val Badia, Dolomieten.

De basis van het Carnien wordt gedefinieerd door de eerste voorkomens van de ammonieten Daxatina en Trachyceras en van de conodont Metapolygnathus polygnathiformis. De top wordt gedefinieerd door het eerste voorkomen van de ammonieten Klamathites macrolobatus en Stikinoceras kerri en van de conodonten Metapolygnathus communisti en Metapolygnathus primitius.
In het Carnien werd in Europa een deel van de Keuper afgezet.